# 5-й Заречный
5-й Заречный микрорайон — жилой массив в Покровском районе города Кривой Рог, Украина.

## История
Заложен в конце 1970-х годов. Сначала назывался Соколовка, название происходило от бывшей деревни Соколовка.
Наибольшее развитие произошло в 1980—1990-х годах.

## Характеристика
Жилой массив высотной застройки в северной части Покровского района на левом берегу Крэсовского водохранилища реки Саксагань. Граничит с Соколовкой на западе, Криворожским районом на востоке.
Состоит из 87 многоэтажных домов, в которых проживает 18 300 человек. Длина 4 км. Заасфальтирован, богат на зелёные насаждения.
На территории района действует 2 средние школы, 2 детских заведения, магазины, 2 рынка.